# Storia della Marsica
La storia della Marsica spazia dal Paleolitico inferiore fino ai nostri giorni.

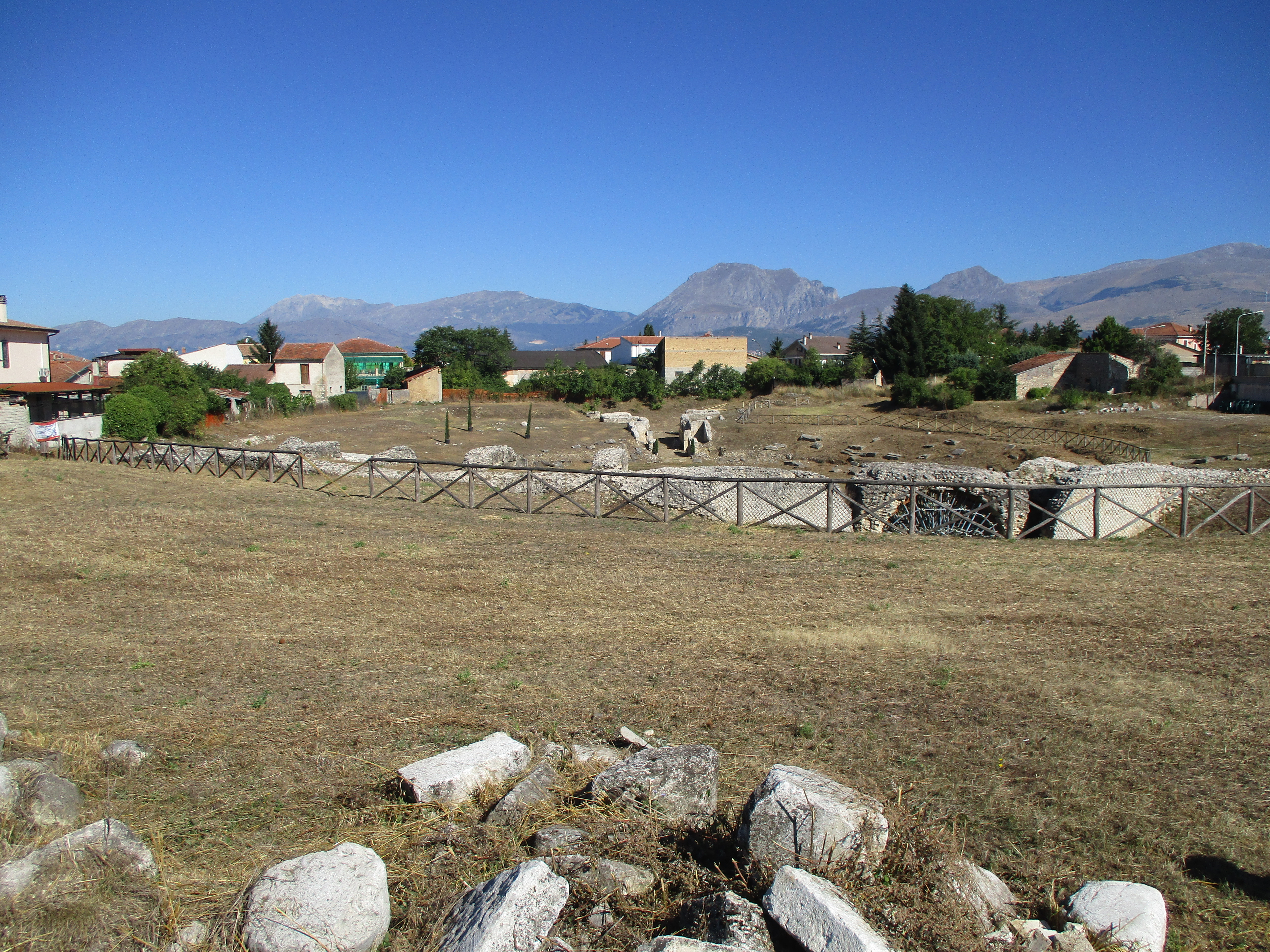
Anfiteatro di Marruvium

Capoluogo dei Marsi fu in origine Marruvium, mentre tra i centri più rilevanti di epoca imperiale figurano i municipi di Antinum, Lucus Angitiae e, in territorio equo al confine con quello dei Marsi, Alba Fucens e Carsioli. Nel Medioevo i centri che si contesero il titolo di "caput marsorum" furono Albe, almeno fino alla fine del Cinquecento, Celano e Tagliacozzo. Fondata, secondo la tradizione, nel I secolo la sede della diocesi dei Marsi fu insediata dal 1057 nell'antica cattedrale di Santa Sabina, i cui resti si trovano nella contemporanea cittadina di San Benedetto dei Marsi. 
Nel XVI secolo la sede vescovile venne spostata a Pescina, da sempre al centro della vita ecclesiastica del territorio. Le oscillazioni demografiche risolvono in favore di Avezzano a partire dal riordino amministrativo francese, con l'istituzione del distretto di Avezzano e verso la fine del 1800, grazie alla decisione dei Torlonia di stabilirvi la propria amministrazione dopo il prosciugamento del lago Fucino. Dopo il terremoto del 1915 vengono trasferiti ad Avezzano i principali uffici civili ed ecclesiastici.

## Origini del nome
Il nome Marsi, popolazione indoeuropea osco-umbra che scelse di vivere intorno al lago Fucino, sembrerebbe derivare da un termine in lingua marsa "Martsos" relativo alla divinità italica di Mamerte da cui deriverebbe il termine latino "Martius", ovvero Marte, dio della guerra secondo la mitologia romana; secondo le credenze mitiche più arcaiche il dio indigeno del tuono, della pioggia e della fertilità, quindi della primavera. Legato al rito del Ver Sacrum il termine etnico di matrice teoforica venne assunto dal ramo sabellico che si spostò nell'area fucense.
La Marsica deriva il suo nome dal demonimo Marsicus.

## Preistoria

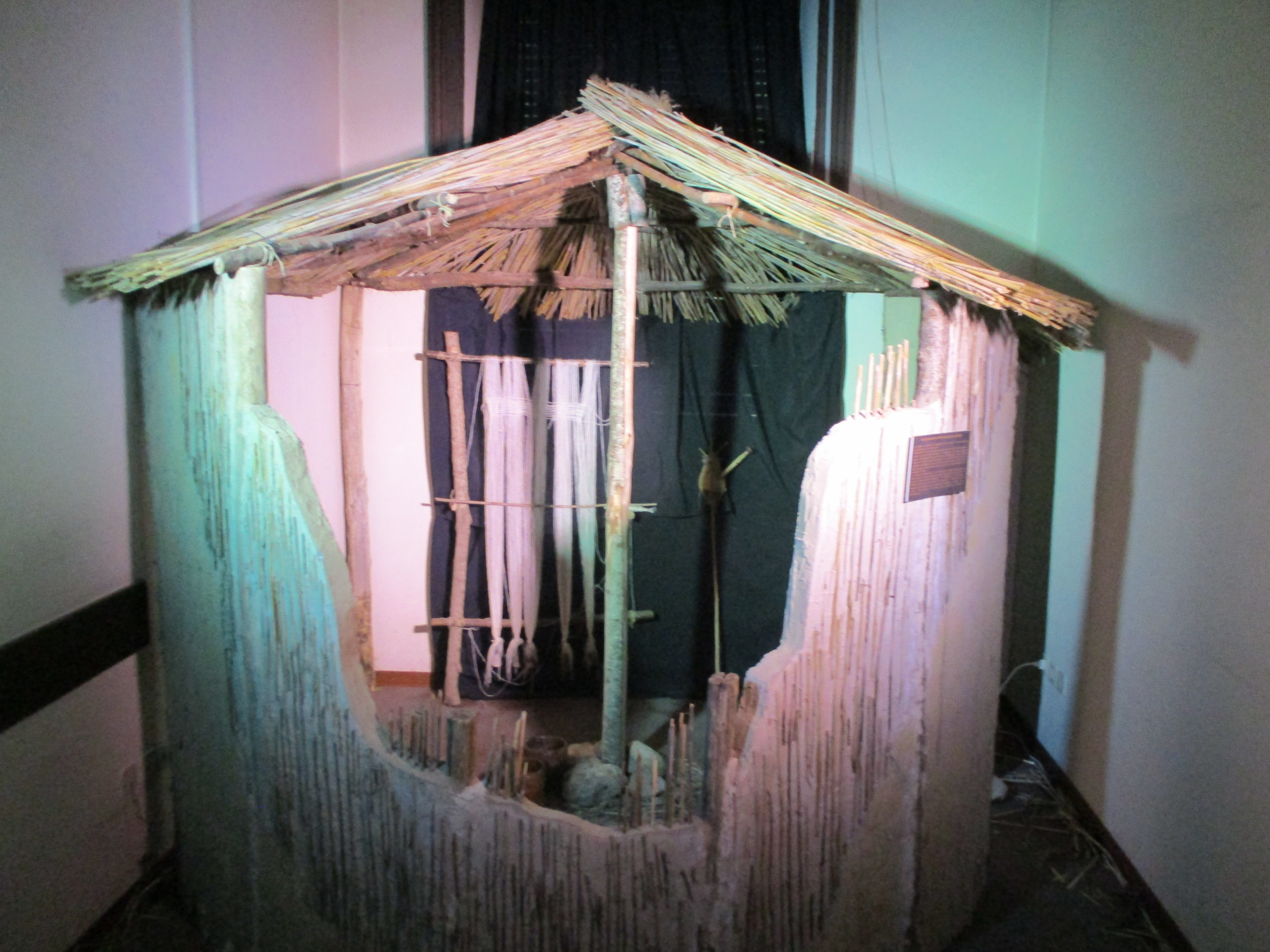
Ricostruzione di una capanna neolitica fucense

Ricostruzione di una mappa del V secolo a.C.

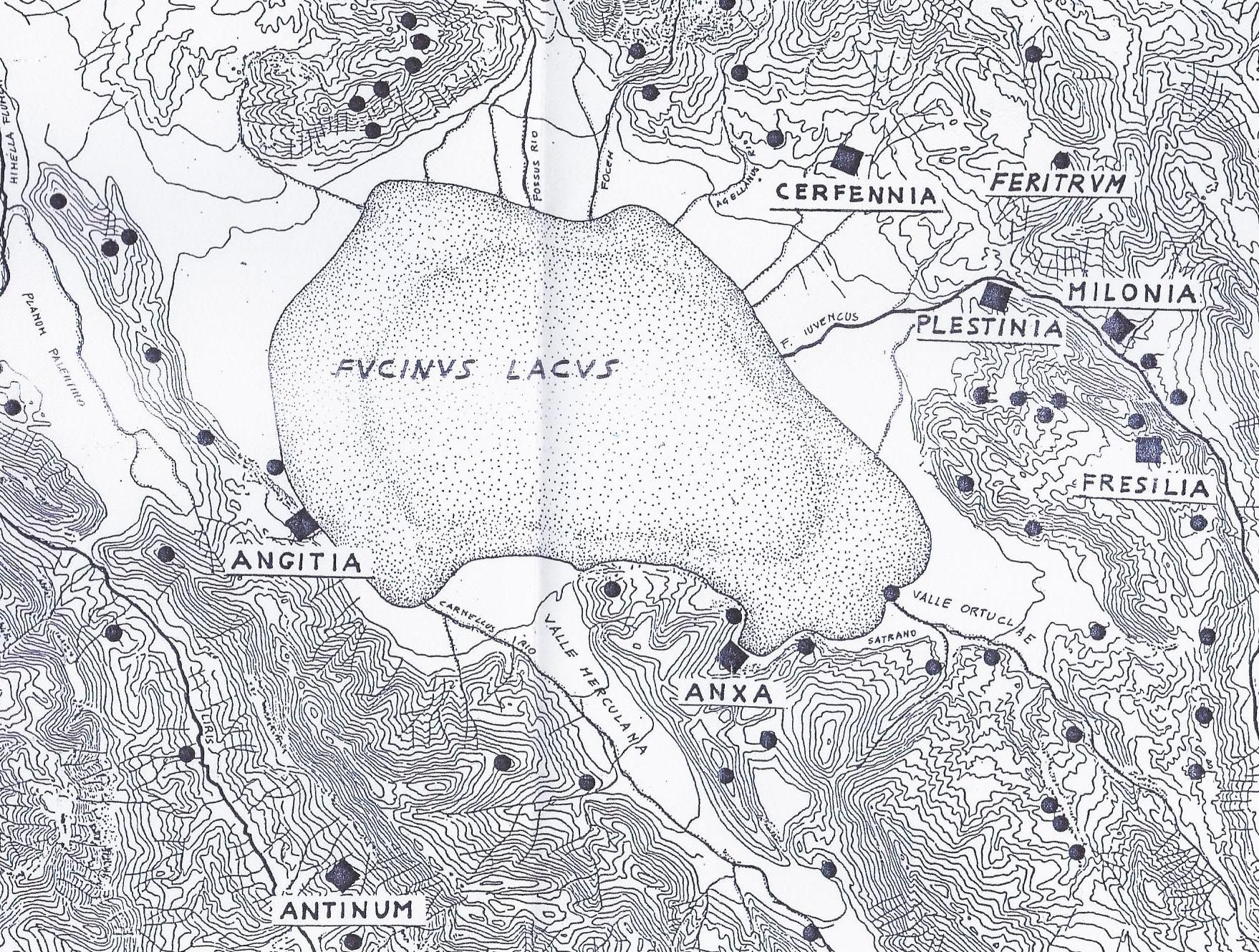
Mappa in cui viene ipotizzata la Marsica antica

Nell'area submontana che circonda l'ex bacino lacustre del Fucino, in Abruzzo, presso le ghiaie di San Veneziano e la località Le Mole, nei pressi della contemporanea Avezzano, nell'area della città-santuario di Lucus Angitiae alle porte della contemporanea Luco dei Marsi, a sud di Venere dei Marsi e in altri siti del territorio come Collelongo, Lecce nei Marsi, Oricola, Pescina, sul monte Marsicano in Alto Sangro ad Opi e nella valle Roveto sono emersi manufatti litici risalenti tra il Paleolitico inferiore e il Paleolitico medio, in particolare al periodo musteriano.
L'aumento del livello del lago Fucino che si è registrato a cominciare da circa 30.000 anni fa e il successivo abbassamento del livello lacustre avvenuto circa 18.000 anni fa modificarono le abitudini e i comportamenti umani segnando i periodi in cui le popolazioni vissero nelle grotte durante i periodi estivi e in seguito stanziando più a valle grazie alle condizioni climatiche più favorevoli e alla possibilità di occupare i terrazzamenti fucensi praticando la caccia. Durante il Paleolitico superiore, circa 18.000 anni fa, le popolazioni bertoniane provenienti dalla costa abruzzese e appartenenti alla razza di Cro-Magnon si stabilirono nel territorio occupando grotte e ripari rocciosi posizionati non distanti dal corso di fiumi e torrenti oppure in prossimità del lago come nel caso delle grotte di Ortucchio. Uno tra i più antichi villaggi, risalente al Neolitico antico (intorno al VII millennio a.C.), è quello di Rio Tana a Lecce nei Marsi. Tra i 4.400 e i 3.000 anni fa vennero realizzati numerosi altri insediamenti intorno al bacino del Fucino e nelle aree circostanti della Marsica retti dai primi capi-guerrieri e in cui si praticarono principalmente l'agricoltura, la pastorizia, la caccia e la pesca. 
Durante la seconda metà del III millennio a.C. si sviluppò la cosiddetta cultura di Ortucchio che tra il 2.500 e il 2.290 a.C. si estese ai bordi dell'alveo del Fucino.
In particolare i Marsi in seguito ai riti sacri della primavera italica si staccarono dall'originario gruppo sabellico per stabilirsi intorno al lago Fucino già nel corso del I millennio a.C.
Durante il V secolo a.C. in seguito all'istituzione delle confederazioni italiche i popoli di origine indoeuropea Marsi ed Equi formarono nuove colonie occupando rispettivamente i territori situati intorno al lago e a nord-ovest il contemporaneo territorio marsicano posto al confine con il Cicolano a nord e con l'alta valle dell'Aniene ad ovest. A sud della valle Roveto si stanziarono invece i Volsci (o Volosci) popolo safino di originaria provenienza fucense.

## Età romana

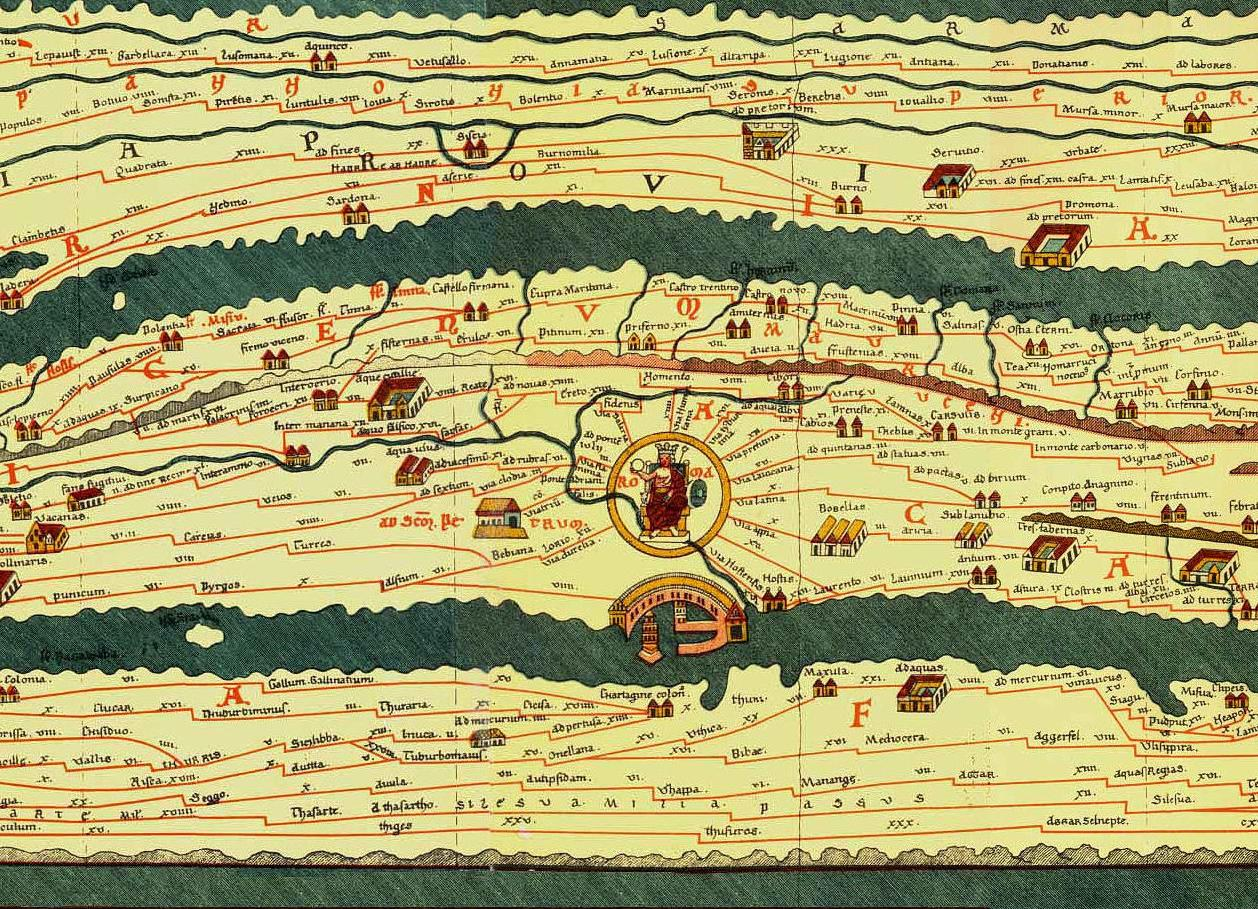
La Marsica a destra di Roma nella Tavola Peutingeriana

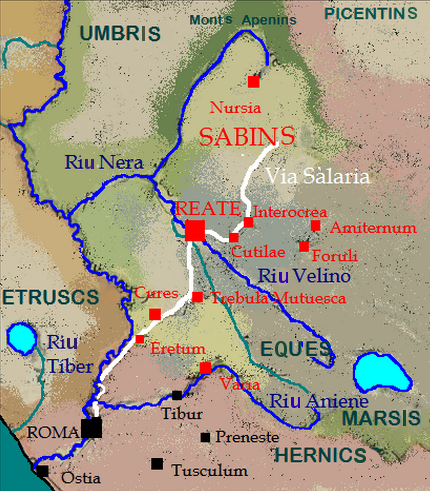
Popoli italici del centro Italia

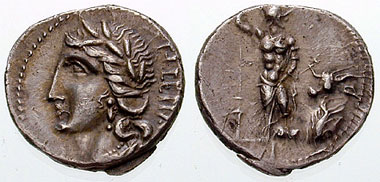
Monetazione della confederazione marsa durante la guerra sociale (Víteliú e il soldato elmato - 89 a.C.)

Le prime battaglie degli Equi e dei Volsci contro Roma si ebbero nell'alta valle del Liri a cominciare dal VI-V secolo a.C nel tentativo vano di arginare l'espansione della Repubblica romana verso le aree interne. I romani riuscirono a penetrare le fortificazioni dell'alta valle del Liri e si scontrarono già dal 308 a.C. con le tribù dei Marsi, dei Peligni e dei Pentri stanziate a sud del territorio fucense. La città volsca di Sora svolse un ruolo strategico importante in quel settore tanto da essere conquistata e persa più volte dai romani che nel 303 a.C. decisero di fondarvi una delle più imponenti colonie latine con circa 4 000 coloni. Altre rilevanti vie di comunicazione verso le regioni dell'entroterra vennero presidiate dall'esercito romano nel territorio degli Equi in cui di fatto vennero fondate la colonia di Carsioli nel 304 a.C. e quella di Alba Fucens tra il 304 e il 303 a.C.. Equi e Marsi contrastarono più volte l'occupazione romana cercando di difendere il proprio territorio. 
Alba Fucens inizialmente fu popolata da 6 000 coloni che edificarono, negli anni immediatamente successivi al proprio stanziamento, una prima cinta muraria. A Carsioli l'insediamento coloniale si avrà soltanto nel 298 a.C. con 4 000 coloni romani fatti arrivare dal dittatore Marco Valerio Massimo che obbligò le popolazioni italiche al rispetto del trattato di alleanza denominato foedus. Insieme al censore Caio Giunio Bubulco fece avviare la costruzione della via Valeria che collegherà Tibur ai territori di Carsioli, Alba Fucens e Corfinium. Da questo momento ebbe inizio il graduale processo di romanizzazione dei popoli italici.
Nel 295 a.C. i Marsi appoggiarono Roma in qualità di "foederati" insieme ai socii italici contro Etruschi, Galli Senoni, Sanniti ed Umbri che vennero sconfitti nella battaglia delle nazioni combattuta a Sentinum, presso la contemporanea Sassoferrato nelle Marche. Riconducibile alla terza guerra sannitica è l'iscrizione di Caso Cantovios, una lamina di bronzo con l'iscrizione in lingua marso-latina che insieme all'epigrafe del bronzo di Antino rappresenta una della principali fonti di conoscenza dell'estinta lingua marsa.I marsi saranno alleati dell'esercito romano in cui figureranno sempre presenti proprie coorti nelle diverse battaglie che si susseguirono, come le guerre pirriche e la seconda guerra punica che si concluse con la battaglia di Zama del 202 a.C.
Nonostante la fedeltà dimostrata a Roma ai Marsi venne più volte negata la cittadinanza romana che garantiva l'effettiva integrazione nella vita sociale, politica e culturale dell'antica Roma attraverso la presenza di propri rappresentanti nel Senato. Quando l'assemblea, con Catone in capo, negò la cittadinanza ai marsi e agli altri popoli italici, dopo molti anni di alleanze militari ebbe inizio la guerra sociale, detta anche "guerra Marsica" dal nome dei popoli italici che la guidarono. Si trattò di una tra le più cruente guerre dell'antichità durante la quale i ribelli marsi uccisero Catone nella battaglia del lago del Fucino e guidati dal valoroso Quinto Poppedio Silone seminarono devastazione nelle città romane causando gravi perdite all'esercito della Repubblica romana. Nell'88 a.C. i romani concessero la tanto agognata cittadinanza ai popoli italici. 
Al cessare delle ostilità i marsi furono iscritti nella valorosa gens Sergia ad eccezione dei Marsi albensi ed anxantini che risultarono appartenenti alla gens Fabia. Al contempo si verificò l'abbandono di quasi tutti gli ocres fortificati e la nascita del sistema municipale con i primi "vici" e "fundi". 
Risale all'epoca imperiale la realizzazione dei primi tratturi, antiche arterie montane che collegarono la Marsica alle regioni del Sannio e della Daunia passando attraverso importanti municipi romani situati a sud del contemporaneo territorio abruzzese.

### I cunicoli di Claudio
L'imperatore Claudio nel 41 d.C. dette inizio ai lavori per il prosciugamento del lago Fucino, un'ardita opera di ingegneria idraulica finalizzata ad evitare le inondazioni e i conseguenti problemi di natura sanitaria e a favorire le produzioni agricole nell'area fucense. Vi lavorarono per undici anni, tra il 41 e il 52 d.C. circa 30 000 uomini, tra schiavi e maestranze. La realizzazione dell'opera idraulica permise il prosciugamento di una gran parte del lago. Tra il I e il II secolo la manutenzione di emissario e cunicoli fu realizzata forse grazie all'imperatore Traiano e sicuramente in modo dispendioso grazie ad Adriano. 
La regimazione del bacino lacustre garantì benessere soprattutto ai municipi di Alba Fucens, Anxa e Marruvium. 
Nello stesso periodo tra il 41 e il 54 a.C. venne realizzato l'acquedotto dell'Arunzo, canale sotterraneo ideato dal console Lucio Arrunzio alla base del monte Aurunzo tra la valle di Nerfa e i piani Palentini.
Con la caduta dell'impero romano e la conseguente assenza di opere di manutenzione dei cunicoli di Claudio il lago Fucino tornò ai livelli originari a seguito dell'ostruzione dell'emissario artificiale, apparsa irrimediabile tra il V e il VI secolo.

## Medioevo

### Tarda antichità

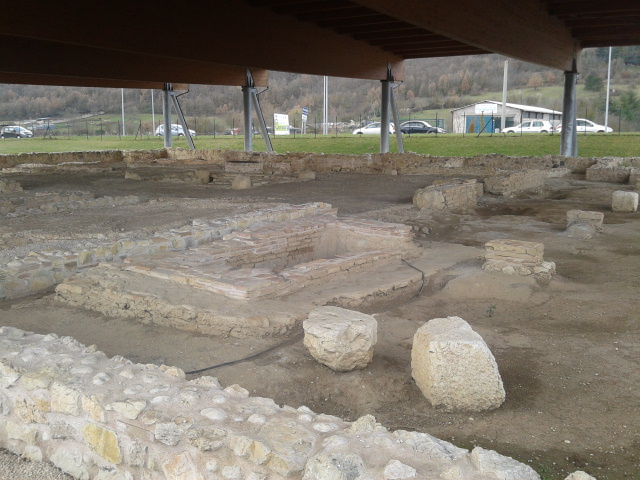
Villa romana di Avezzano

Nei nuovi municipi marsi si stabilì la classe dirigente composta da coloro che sopravvissero alla guerra sociale mentre vennero edificate ed ampliate intorno al lago Fucino le ville rustiche di epoca imperiale come quelle di Avezzano, Opi, San Potito e San Pelino in cui si sviluppò una fiorente attività di tipo agro-pastorale con la coltivazione del pistacchio, del fico e l'abbondante presenza di frutteti e vigne. Questa tipologia di coltivazioni fu resa possibile in primis grazie alle condizioni climatiche miti favorite per via della presenza del lago. Tra le attestazioni epigrafiche meglio conservate risultano i fundi Favillenianus di Celano e Tironianus di Pescina. 
Con la caduta dell'Impero romano d'Occidente gli equicoli carseolani si congiungeranno in modo graduale al resto della Marsica.
L'Italia antica divisa in undici regioni dall'imperatore Augusto vide la Marsica interamente assegnata alla Samnium Regio. Al tramonto dell'impero romano vennero abolite le regioni augustee ed istituite 17 nuove province dell'Urbica Dioecesis, tra queste la provincia Valeria in cui la Marsica fu inclusa insieme alle città di Amiterno, Furconia, Tivoli e Rieti. Il territorio fu invaso e saccheggiato dalle orde di eserciti stranieri, in primis quello di Alarico, re dei Visigoti nei primi anni del V secolo. Nella prima metà del VI secolo la regione fu conquistata dai bizantini guidati dal comandante Giovanni che si stabilì ad Alba Fucens nell'inverno del 537 con oltre mille uomini per volere di Belisario e dell'imperatore Giustiniano I impegnati a respingere l'assedio romano dei Goti che tra il 543 e il 548 lasciarono ampie devastazioni anche nel territorio marsicano durante le irruzioni.
Denominata Marsia nell'ordinamento ecclesiale la nuova provincia fu espugnata dai Longobardi guidati da Faroaldo I passando stabilmente sotto il ducato di Spoleto dal 591 sotto il dominio di Ariulfo. Dotata di Gastaldia dei Marsi, una delle dieci circoscrizioni amministrative del ducato la cui sede era dislocata con ogni probabilità nella civitas marsicana (la contemporanea San Benedetto dei Marsi, sede della diocesi dei Marsi), risultò tuttavia dotata di una certa autonomia territoriale. Il gastaldo marsicano fu protagonista delle vicende del ducato longobardo prima osteggiando il ribelle Trasamondo II e successivamente appoggiandolo nella speranza resa vana dalla riconquista spoletina di Ilderico di allargare i possedimenti nei territori circostanti.

### Alto Medioevo

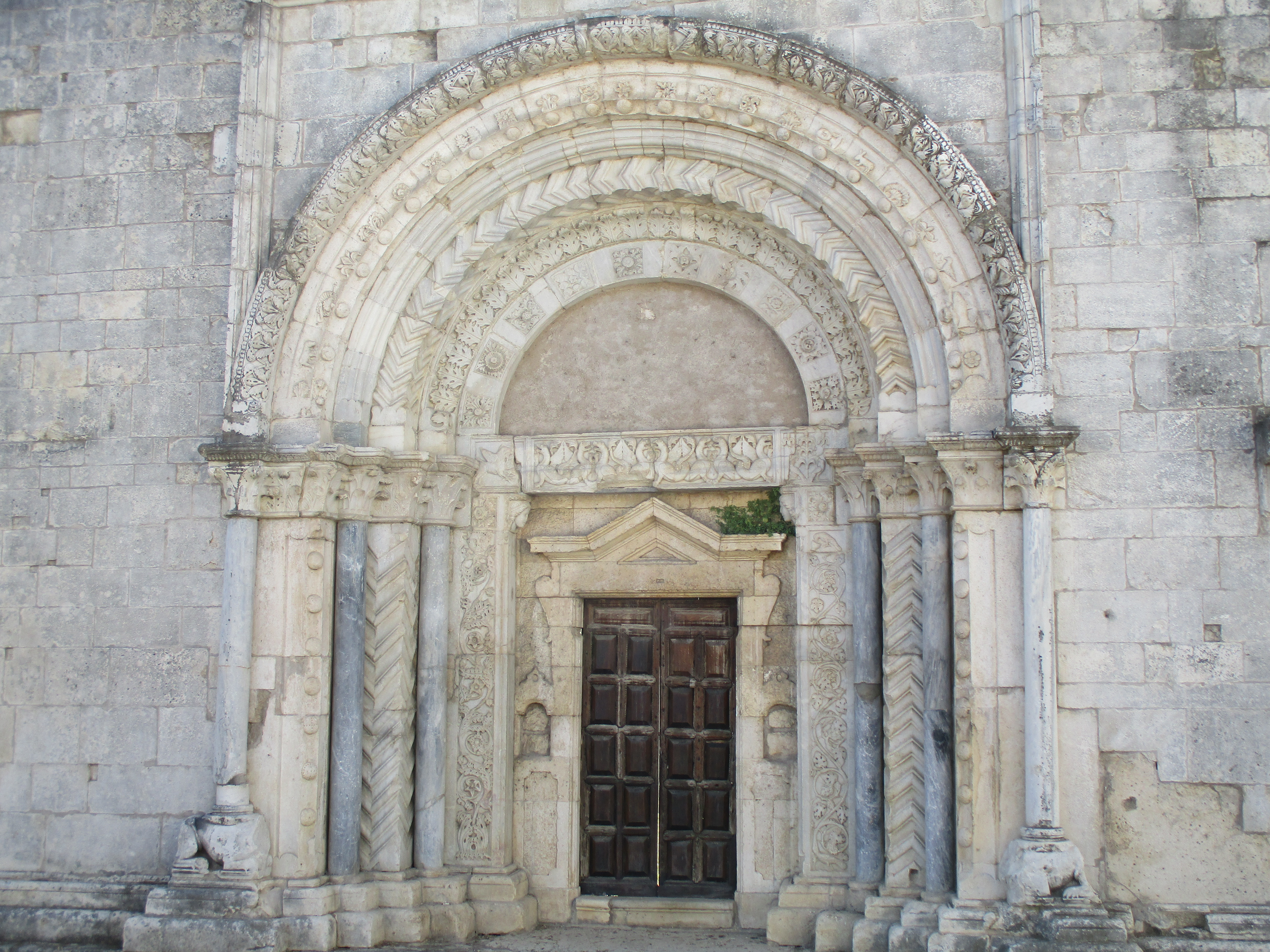
Facciata dell'ex cattedrale di Santa Sabina

Con la caduta del Regno dei Longobardi avvenuta nel 774 ad opera dei Franchi di Carlo Magno che donò la provincia Valeria e tutto il ducato allo Stato Pontificio si instaurò una certa stabilità politico-amministrativa nel territorio grazie ad alcune concessioni e alle donazioni ai conventi e in particolare ai monasteri presenti nel territorio che proseguirono l'opera di cristianizzazione di parte della popolazione locale.
L'alto medioevo tuttavia a cominciare dal IX secolo fu segnato dalle invasioni barbariche dei saraceni, dei normanni e degli ungari  che toccarono quasi per intero il territorio lungo l'asse dell'antica via Tiburtina Valeria. Vennero così parzialmente abbandonati i poderi situati a valle, in particolare quelli situati sulle rive del lago Fucino, ed edificati i primi incastellamenti con i contadini che minacciati e depredati dagli eserciti stranieri decisero di vivere insieme in centri fortificati posizionati in alture strategiche capaci di svolgere un ruolo di controllo e di difesa del territorio.
Nel IX secolo, con ogni probabilità tra l'859 e l'860, venne istituita la contea dei Marsi a capo della quale si troveranno i Berardi conti dei Marsi. Nel 926 divenne conte dei Marsi, Berardo "il Francisco", pronipote diretto di Carlo Magno, che mantenne autonomo il territorio per oltre due secoli. Nella Civitas Marsicana in Marruvium verrà ristabilita la sede dell'antica diocesi marsa, fino a quel momento vacante a causa delle lotte di potere e delle violente invasioni di orde straniere che caratterizzarono i decenni precedenti. La chiesa di Santa Sabina fu elevata a cattedrale e divenne sede vescovile nel 1057. Con la bolla papale di Stefano IX datata 9 dicembre dello stesso anno che ne segnò i confini la diocesi marsicana raggiunse la sua definitiva dimensione.

### Pieno Medioevo

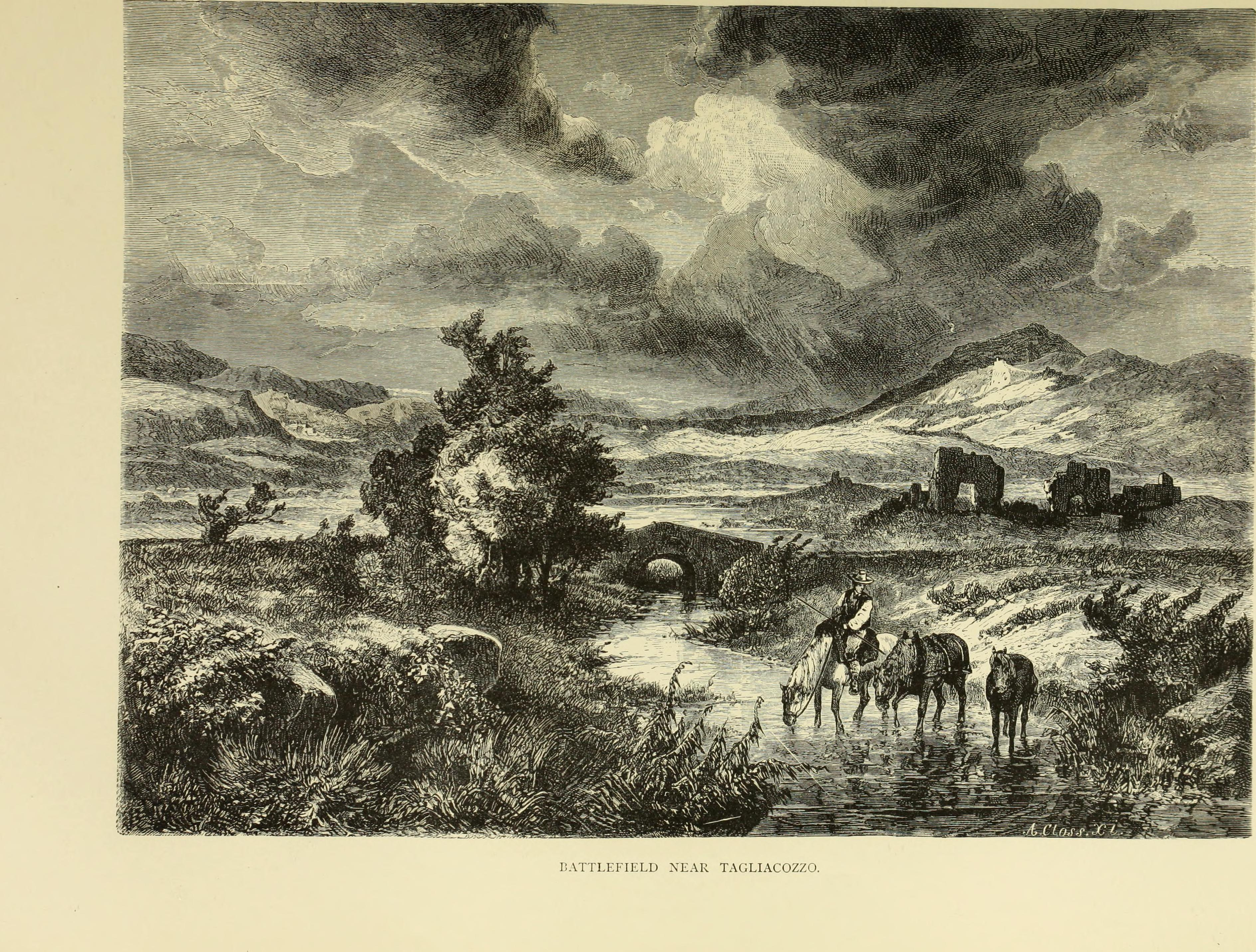
Illustrazione del campo di battaglia dei piani Palentini nel 1268

La sede della diocesi, che risultava spesso vacante a causa dei conflitti per il possesso e il controllo del territorio, con la bolla di Papa Stefano IX divenne dal 1057 la chiesa di Santa Sabina in Marruvium, la contemporanea San Benedetto dei Marsi. Nello stesso anno il vescovo dei Marsi Pandolfo fece realizzare presso l'abbazia di Montecassino l'Exsultet per la chiesa di San Giovanni Caputacquae di Celano, a testimonianza dell'importanza ecclesiastica del centro marsicano. Nel 1115 il vescovo Berardo dei Marsi grazie a Papa Pasquale II riunì i confini della diocesi dei Marsi mettendo fine ai tentativi di divisione del clero locale.
Tra l'XI e il XII secolo vennero nuovamente abbandonate le pianure ed ampliati i centri fortificati per scopi difensivi in seguito alle invasioni normanne le cui incursioni avvennero attraverso la valle di Comino e l'alta valle del Liri. Sotto i Normanni, con la nascita del Regno di Sicilia, il territorio fu diviso in tre contee distinte, la contea di Albe, quella di Celano e quella di Carsoli. Da questo momento in poi vennero confermati i confini diocesani grazie alle bolle papali di Pasquale II e Clemente III mentre la valle Roveto da Balsorano a Pescocanale risultò già da tempo inserita nel territorio diocesano di Sora.
L'indipendenza politica-amministrativa della contea dei Marsi terminò nel 1143 allorquando i normanni la assoggettarono. I conti marsicani risultarono ulteriormente indeboliti con la salita al trono di Enrico VI di Svevia, mentre Federico II di Svevia tentò di ripristinare l'emissario romano e i cunicoli di Claudio per bonificare le terre del Fucino. 
Nella Marsica Francesco d'Assisi diffuse l'ideale dell'Ordine dei Frati Minori. La sua prima presenza nel territorio risulterebbe nell'inverno tra il 1215 e il 1216, quando soggiornò a San Benedetto dei Marsi dove, nella località denominata "Luogo" dormì insieme con i poveri nei pressi dell'anfiteatro romano di Marruvium. Dopo aver fondato il convento di Poggio Cinolfo avrebbe compiuto un successivo viaggio nella Marsica, a Pescina, Celano e San Benedetto dei Marsi, forse tra il 1219 ed il 1222. Fu proprio durante il Duecento che si diffusero i primi conventi francescani a Celano, Pescina e Tagliacozzo che si affiancarono agli antichi monasteri benedettini. 
Nel 1223 Federico II di Svevia sottrasse la contea di Celano al conte Tommaso per concederla ai conti di Segni non prima di aver distrutto l'abitato celanese originario del monte Tino, e di aver costretto alla deportazione i suoi abitanti in Italia meridionale, Sicilia e Malta. 
Quattro anni dopo i celanesi poterono tornare nella Marsica e ricostruire una città nuova più in basso sul colle San Flaviano chiamata Cesarea fino alla morte dell'imperatore svevo.
Nel 1233 incluso tra i ducati di Spoleto e Benevento venne istituito il Giustizierato d'Abruzzo che incluse anche il territorio marsicano.
Il 23 agosto del 1268 i piani Palentini furono teatro della battaglia di Tagliacozzo tra Corradino di Svevia e Carlo d'Angiò che segnò la caduta definitiva degli svevi e l'avvento al potere degli angioini che distrussero i centri i cui abitanti parteggiarono per Corradino offrendo supporto logistico ai suoi uomini, il borgo di Albe e l'incastellamento di Pietraquaria sul monte Salviano. Da questo momento si insediarono nel territorio, presso l'abbazia di Santa Maria della Vittoria a Scurcola Marsicana i monaci cistercensi. Il 5 ottobre del 1273 Carlo I d'Angiò, attraverso il diploma di Alife, suddivise il territorio abruzzese in due unità amministrative: Aprutium ultra flumen Piscariae e Aprutium citra flumen Piscariae, ovvero Abruzzo Ultra a nord a cui la Marsica fece parte ed Abruzzo Citra a sud.

### Basso Medioevo

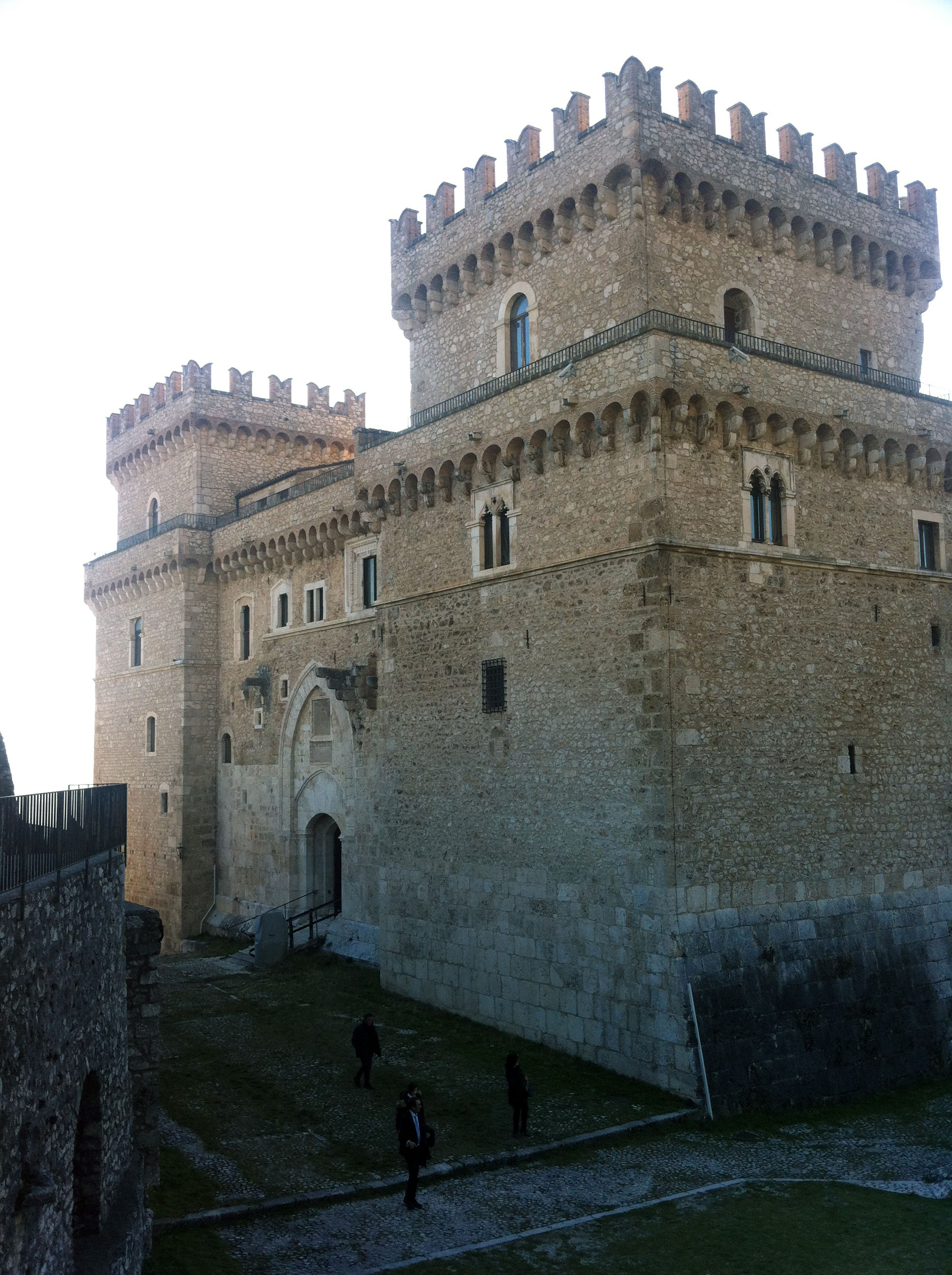
Castello Piccolomini di Celano

Il ramo dei Berardi di Celano si estinse nella linea maschile con Pietro III nel 1422 e con Jacovella e il figlio Ruggero (detto Roggerone, Ruggerone o Ruggerotto) avuto da Lionello Accrocciamuro nella seconda metà dello stesso secolo. Governarono, con alterne vicende la contea di Celano, per diversi secoli dal XII alla seconda metà del XV secolo. 
In questo ampio arco di tempo vennero realizzate numerose opere pubbliche come il potenziamento delle vie della transumanza lungo i tratturi Celano-Foggia, Pescasseroli-Candela e Tagliacozzo-Campagna romana e dalla metà del XIV secolo per opera di Ruggero II rinforzate le mura dei centri fortificati di Aielli, Collarmele, Rovere, Santa Jona, Sperone e Trasacco. Con l'esilio da Celano di Ruggero Accrocciamuro, appena successivo all'ascesa al trono di Ferdinando d'Aragona, la contea venne assegnata nel 1463 da papa Pio II al nipote Antonio Todeschini Piccolomini nell'anno in cui la cittadella venne saccheggiata dagli angioini guidati dal condottiero Jacopo Piccinino impegnato invano a contrastare gli aragonesi.
Il XIV secolo segnò l'arrivo nella contea di Albe e ad Avezzano dei primi feudatari romani, gli Orsini. 
Nel XV secolo le contee marsicane furono teatro delle lotte tra gli Orsini e i Colonna, altra potente famiglia romana.
Nella prima metà del 1400 Giovanni Antonio Orsini divenne signore di Avezzano e delle contee di Albe e di Tagliacozzo, controllando così tutte le aree ad occidente della Marsica, mentre Celano e l'area orientale e la baronia della valle Roveto risultarono sotto il controllo dei Piccolomini. 
Con la conquista di Trasacco ebbero inizio gli scontri tra gli Orsini e i Colonna. Nel 1443, il re di Napoli Alfonso V d'Aragona riconobbe il feudo come proprietà degli Orsini.
Dopo decenni di lotte nel 1486 Albe risultò ancora sotto il controllo degli Orsini, mentre i Colonna ripresero i loro possedimenti romani.
Alla fine del medioevo diversi diplomi di re Federico I di Napoli, databili dal 1496 al 1499, determinano la vittoria dei Colonna sugli Orsini. A Fabrizio Colonna vennero concesse le terre delle contee di Albe e Tagliacozzo, quest'ultima successivamente elevata a ducato, e delle baronie di Carsoli e di Civitella Roveto, mentre i territori della contea celanese rimasero sotto il controllo dei Piccolomini fino agli ultimi anni del XVI secolo.

## Età moderna

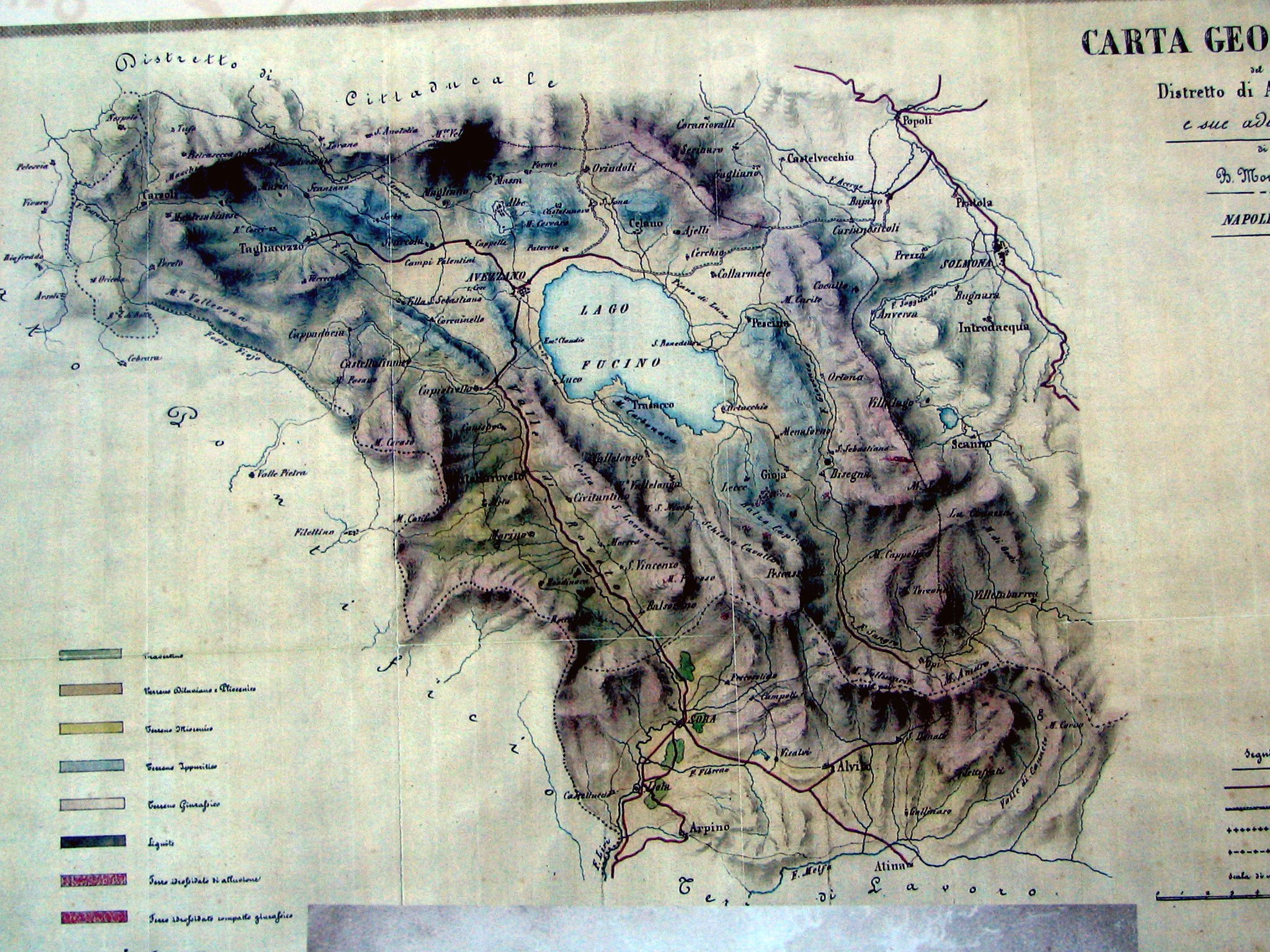
Il lago Fucino nel distretto di Avezzano

Stando ad una supposizione nel secondo decennio del XVI secolo, durante il periodo romano, Leonardo da Vinci avrebbe visitato l'Abruzzo. In questa occasione avrebbe deciso di utilizzare la carta prodotta con la rinomata gualchiera di Celano per realizzare alcuni suoi disegni e forse per uno dei suoi codici, il manoscritto apografo Codice Lauri, in cui sarebbe riportata l'opera Trattato della pittura.
Nel 1580, con la bolla pontificia In suprema dignitatis apostolicae specula di Gregorio XIII, la sede vescovile venne spostata a Pescina nella cattedrale di Santa Maria delle Grazie.
I Colonna amministrarono la contea albense per circa tre secoli fino all'abolizione dei feudi, mentre Costanza Piccolomini cedette nel 1591 la contea celanese a Camilla Peretti, sorella di Papa Sisto V. Ai Peretti, che dovettero gestire la rivolta popolare di Celano condotta dell'aquilano Antonio Quinzi sulla scia di quella napoletana di Masaniello finalizzata a indebolire il dominio spagnolo, seguirono a capo della contea le famiglie Savelli, Cabrerà e Sforza-Cesarini. Due tragedie segnarono questo periodo: la frana del 1616 che causò la distruzione del borgo vecchio di Roccavivi e il terremoto di Bolsena e della Val Teverina del 1695 che causò gravissimi danni a Celano.
L'ultimo conte celanese fu Francesco Sforza-Bovadilla fino al 1806 anno dell'abolizione del feudalesimo.
Nel 1790 Ferdinando I delle Due Sicilie portò avanti invano un nuovo tentativo per ripristinare l'emissario dell'Incile e i cunicoli di Claudio con il fine di prosciugare e bonificare le terre fucensi.
Attuata dal Bonaparte una nuova ripartizione del regno di Napoli in province, in distretti e circondari, la Marsica fu suddivisa in modo non rispondente alla sua secolare unità politica ed amministrativa, tanto che a ciò dovrà porre rimedio, cinque anni dopo, il successore Gioacchino Murat. 
II 4 maggio 1811 venne decretata l'istituzione del distretto di Avezzano, tanto che la cittadina diventò a tutti gli effetti il nuovo capoluogo della Marsica. 
Il real Decreto fu firmato a Parigi da Gioacchino Murat: Avezzano venne elevata a sede di sottointendenza, il suo distretto incluse inizialmente 7 circondari, ai quali poco tempo dopo fu aggiunto anche quello di Trasacco.
L'economia del territorio fucense si basava sulle attività piscatorie del lago Fucino, mentre nelle aree decentrate dei piani Palentini, della piana del Cavaliere e dell'alta valle del Giovenco faceva riferimento principalmente sulle attività agricole e dell'allevamento di bestiame.

## Età contemporanea

### L'Ottocento

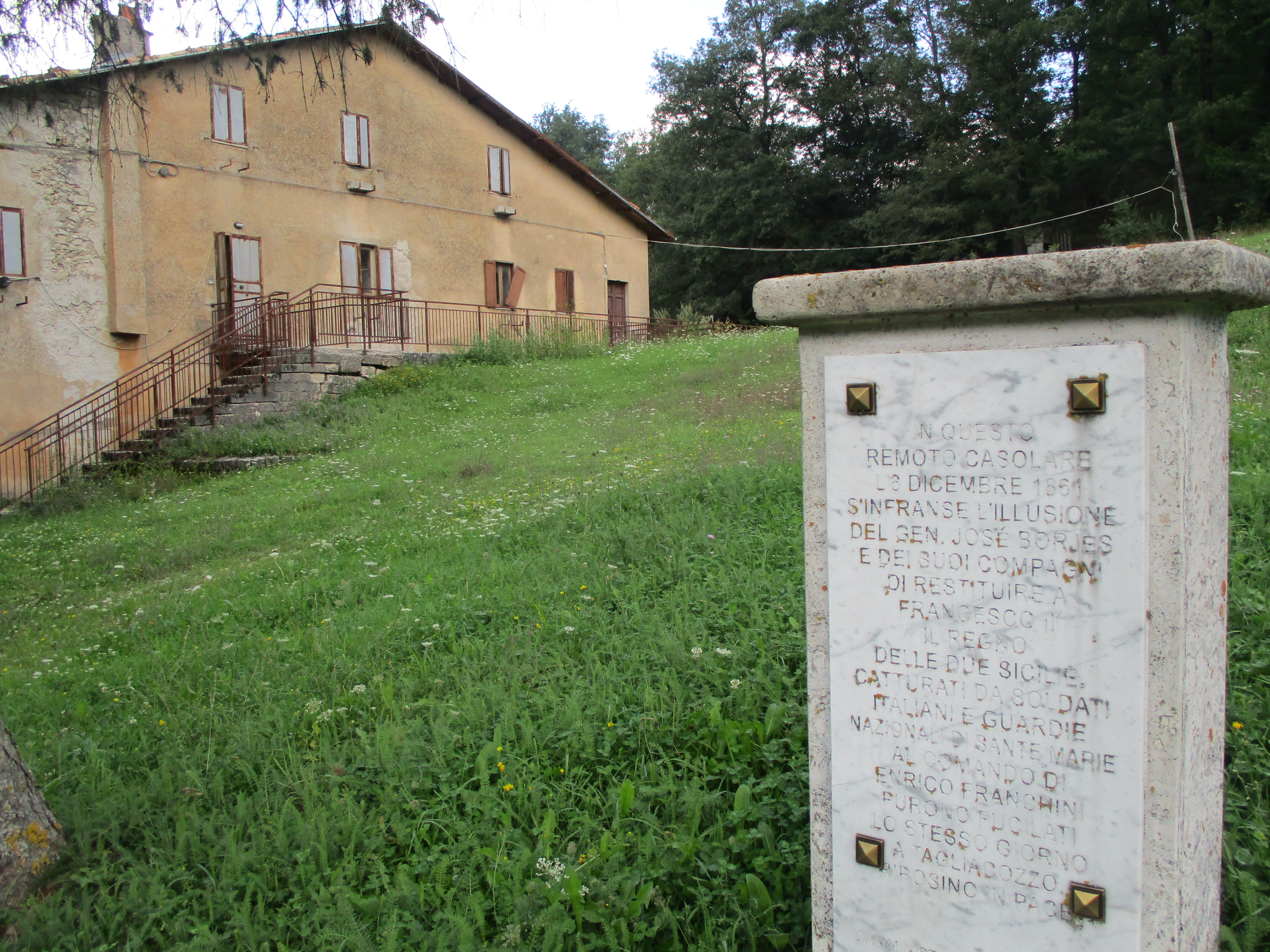
La cascina Mastroddi tra Castelvecchio e Sante Marie e la targa in ricordo di José Borjes

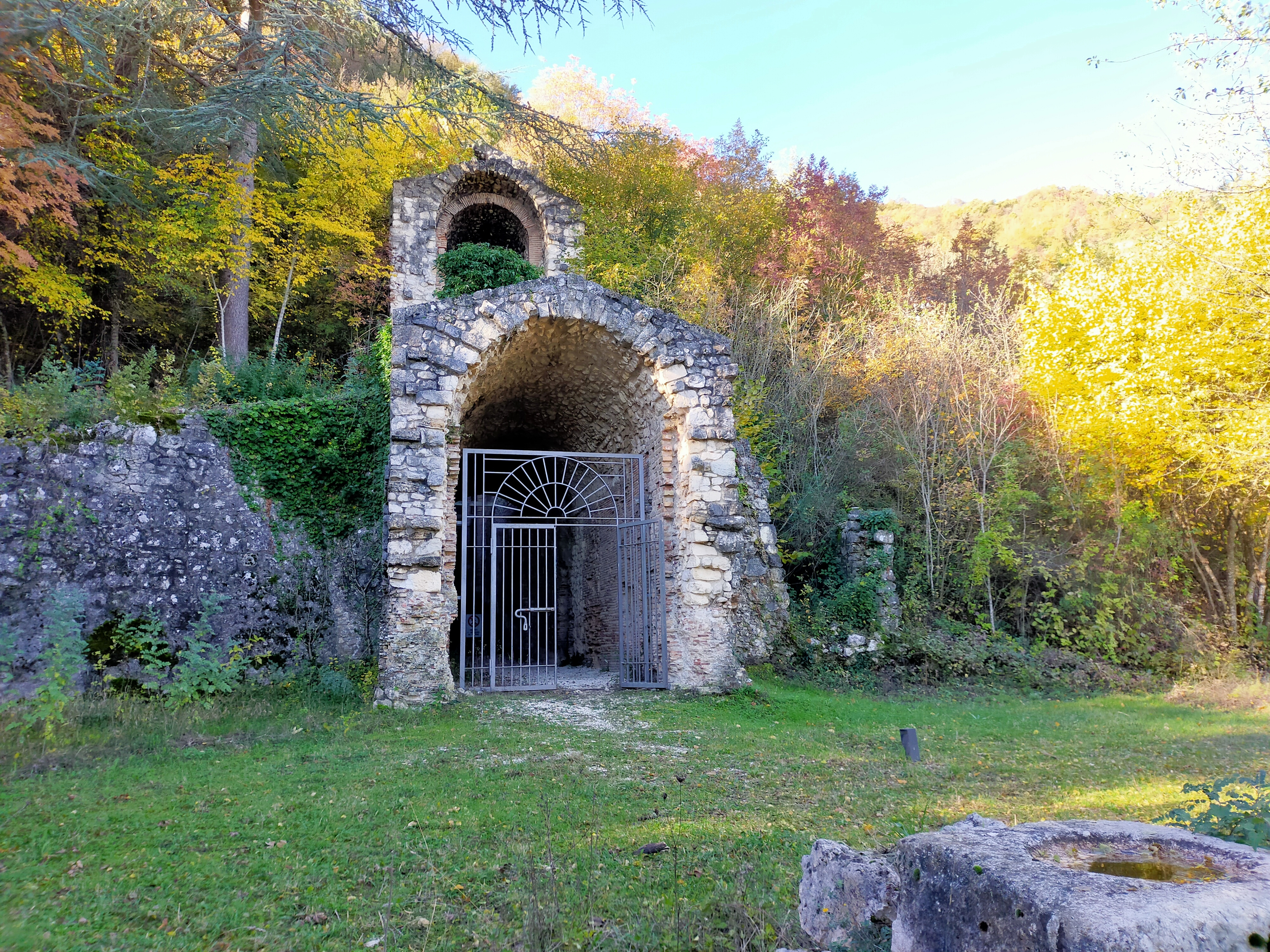
Imbocchi dei cunicoli di Claudio sul monte Salviano

Con la proclamazione a Napoli nel 1799 della Repubblica Napoletana venne istituito il Dipartimento del Fucino. Il 2 agosto 1806 Giuseppe Bonaparte abolisce i feudi creando l'unità amministrativa dell'Abruzzo Ulteriore Secondo, pochi anni dopo, nel 1811, Gioacchino Murat, istituisce il distretto di Avezzano.
Precedentemente, l'insorgenza generale negli Abruzzi, scatenata da Fra' Diavolo, Sciabolone ed Ermenegildo Piccioli, finalizzata a restaurare Ferdinando IV di Borbone, scatenerà in tutta la Marsica rivolte, tumulti e combattimenti veri e propri intorno alle città di Avezzano e Celano. Il tenente francese Enrico Alò, di stanza ad Avezzano, cercherà di contenere la rabbia dei cosiddetti "sanfedisti" fedeli allo spodestato re napoletano e alla Chiesa. Il ricongiungimento delle masse ribelli di Fra' Diavolo, frate Domizio Jacobucci e Piccioli avverrà a Canistro, in località Casali di Santa Croce, il 25 settembre 1806. Poi, motivi di sussistenza di così numerosa comitiva armata (circa mille uomini), come pure strategie di guerriglia campale, non permisero ai briganti di rimanere uniti, suggerendo ai due importanti "capimassa" di dirigersi ognuno per la propria strada.
All'inseguimento dei ribelli si gettò il maggiore Joseph Léopold Sigisbert Hugo, tallonandoli in direzione di Tagliacozzo, Sulmona e Castel di Sangro. Presso la località di La Selva di Miranda, un furioso combattimento mise fuori gioco ben settanta seguaci del capobanda itriano. L'esecuzione di Fra' Diavolo, la resa di Sciabolone e l'arresto di Piccioli, mise fine ad un periodo intenso di guerriglia anti-giacobina molto sanguinoso per tutto il territorio marsicano. Con il rientro nel reame di Ferdinando IV (già rinominato Ferdinando I), l'8 dicembre 1816, la Marsica tornerà a far parte del Regno delle Due Sicilie, mantenendo la maggior parte delle nuove leggi promulgate durante il decennio francese. Il programma del governo napoleonico, nonostante la grave crisi della giustizia e dell'ordine pubblico che investì per un decennio tutta la Marsica e l'intero Abruzzo, andò comunque avanti con un nuovo assetto amministrativo civile, finanziario e giudiziario, in un contesto di forti contraddizioni diffuso nel regno di Napoli.
Tre disposizioni di Giuseppe Bonaparte ebbero particolare importanza e fondarono il rinnovato Stato: l'eversione della feudalità, la riforma dell'amministrazione provinciale e comunale, l'imposta fondiaria. Nei comuni della Marsica i vecchi "parlamenti" settecenteschi furono sostituiti con il decurionato, una sorta di giunta comunale più moderna, composta da capi famiglia benestanti. Nell'ottobre del 1806, tutte le istituzioni dell'antico regime, furono completamente abolite e si stabilì che: I decurioni sarebbero stati estratti a sorte da liste di contribuenti con una rendita non inferiore a ventiquattro ducati. Tuttavia, sia i "tribunali straordinari" sia le "commissioni militari" non ridussero le scorrerie delle bande ribelli della Marsica, capitanate da Felice Ruggieri, alias "Giovinotto di Ovindoli", Giuseppe Del Monaco, Pelino Petrella, alias "Muscillo" e Giovanni Ventresca. Pochi soldati francesi, affiancati da guardie civiche di ogni paese del comprensorio marsicano tentavano di difendere i villaggi montani, continuamente assaliti dai briganti.
L'eccidio di Gioia Vecchio del 10 settembre 1807, caratterizzato dall'uccisione di parecchi proprietari armentari, scatenò una dura repressione messa in atto dal generale comandante la provincia incaricato dell'alta polizia L. Huard. Il 24 settembre dello stesso anno, una commissione militare pronta a giudicare con poteri illimitati i ribelli ancora in circolazione e i loro complici, emise proclami draconiani e taglie sulla testa dei maggiori capibanda. Giustiziato Gioacchino Murat (13 ottobre 1815), subito dopo il congresso di Vienna, che ristabilì i diritti alla corona del Borbone, il 17 giugno 1815 il re Ferdinando IV col nome di Ferdinando I, era già rientrato nel regno di Napoli, preceduto dai proclami in cui annunziava amnistie, garanzie di libertà e la conservazione della proprietà alla borghesia terriera, riconoscendo la validità delle vendite dei beni soppressi alle congregazioni religiose.
In questo periodo di Restaurazione, nella Marsica si proclamarono liste di "fuorbando", amnistie e castighi per i briganti rimasti ancora alla macchia, quando già le prime incursioni del famigerato capobanda laziale Antonio Gasbarrone e le sette carbonare prendevano piede in tutto il territorio. La carboneria fu l'espressione di quella borghesia provinciale emersa come classe dirigente, durante il periodo murattiano, in opposizione alle strutture feudali ed ecclesiastiche, pur conservando una forte sfiducia verso un'amministrazione di tipo francese. L'11 maggio 1820, il sottintendente di Avezzano allarmò i soldati che pattugliavano i territori di Collelongo e San Giovanni Valle Roveto, proprio perché sui passi montani che collegavano le due aree limitrofe, venivano continuamente assaliti mercanti e viaggiatori. Interessati al movimento brigantesco rimanevano molti territori tra cui Castellafiume, Capistrello, Cappadocia, Morino, Rendinara, Roccavivi e Tagliacozzo.
I movimenti carbonari saranno più che mai attivi. Pochi mesi prima della proclamazione del Regno d'Italia avvennero a Scurcola Marsicana e nei piani Palentini gravi scontri tra le truppe filo-borboniche e quelle filo-piemontesi. Il 13 gennaio 1861 i piemontesi subirono a Tagliacozzo una pesante sconfitta perdendo 23 uomini. Costretti a ritirare verso Avezzano si riorganizzarono occupando con una compagnia Magliano de' Marsi. Giunti a Scurcola con una seconda squadra militare i piemontesi prima respinsero l'attacco borbonico e dal 22 gennaio, coadiuvati dai rinforzi giunti da Avezzano e Magliano, diedero vita all'accerchiamento del nemico e al successivo rastrellamento ordinato da un maggiore piemontese. Il 23 gennaio vennero catturati 366 uomini che rinchiusi nella cappella delle Anime Sante furono condannati alla fucilazione. Dopo 89 esecuzioni arrivò l'ordine di bloccare immediatamente le condanne a morte. I 277 superstiti furono destinati prima ad Avezzano e poi presso il tribunale militare dell'Aquila, dove non è sicuro che tutti arrivarono in vita.
Nello stesso anno, l'8 dicembre, avvenne la cattura in località Casale Mastroddi, alle porte di Sante Marie e la successiva fucilazione in piazza dell'Obelisco a Tagliacozzo del generale catalano José Borjes e dei suoi soldati. L'episodio sconvolse l'Europa tanto che Victor Hugo firmò un atto d'accusa contro il Governo italiano scrivendo: "Solo in Italia si fucilano i legittimisti!". 
Con l'Unità d'Italia venne istituito il circondario di Avezzano composto di 9 mandamenti. In questi territori come in altre province meridionali si sviluppò il fenomeno del brigantaggio postunitario che cesserà soltanto nel corso della terza guerra d'indipendenza italiana e dopo la presa di Roma nel 1870.
Otto anni dopo, nel 1878, venne ufficialmente dichiarato prosciugato il lago Fucino. Il banchiere romano, Alessandro Torlonia, dopo aver ripreso ed ampliato il progetto claudiano, prosciugò definitivamente il bacino fucense bonificando l'area, diventando altresì proprietario di gran parte delle terre emerse e coltivabili (oltre 14.000 ettari) per 99 anni. Le difficili condizioni lavorative dei braccianti finirono per alimentare in tutto il territorio nuove tensioni sociali.
Tra la fine del XIX secolo e i primi anni del secolo successivo alcuni pittori scandinavi come Kristian Zahrtmann, Peder Severin Krøyer e Peter Christian Skovgaard fondarono a Civita d'Antino la scuola estiva di pittura.

### Il Novecento

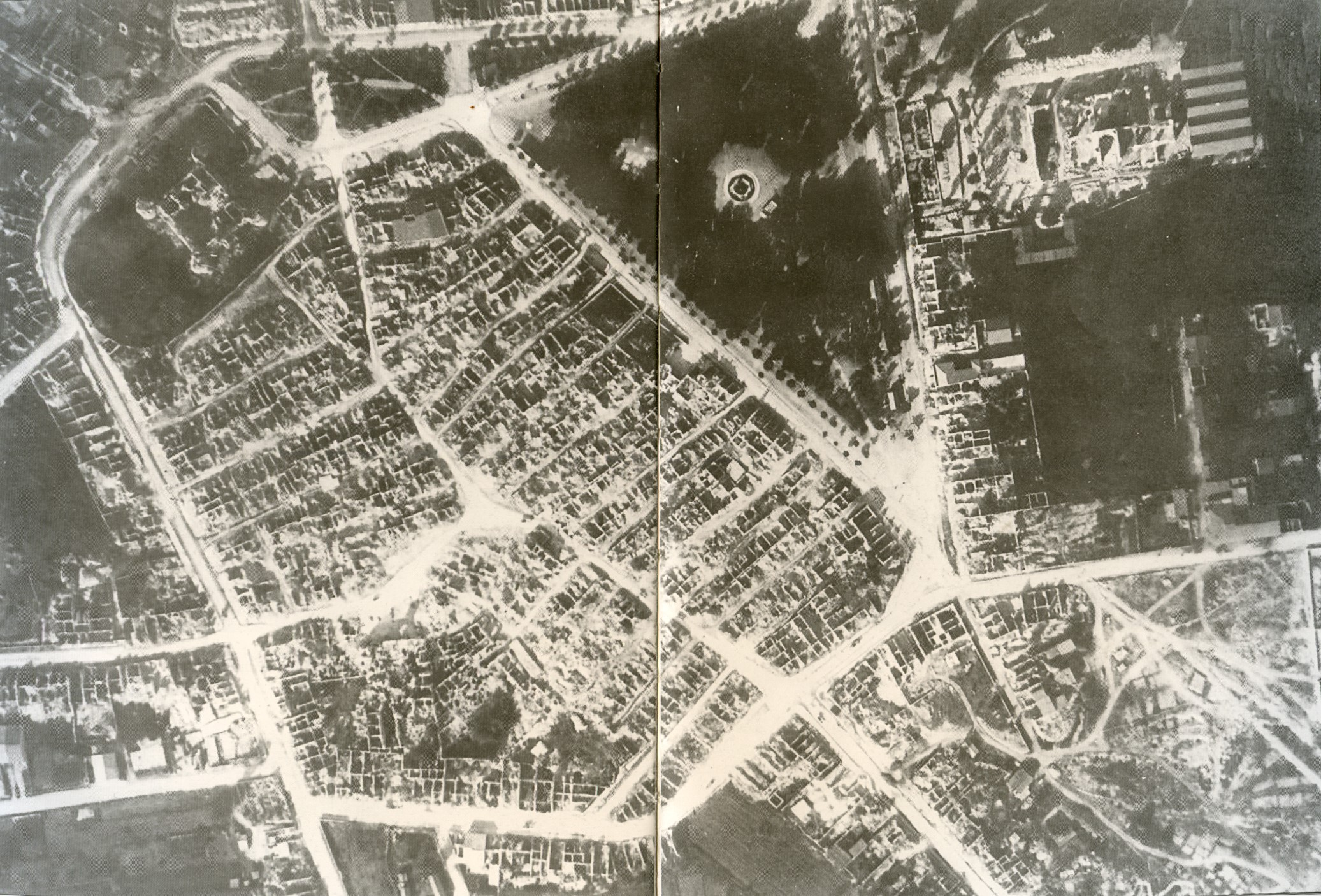
Veduta aerea di Avezzano dopo il disastroso terremoto del 1915

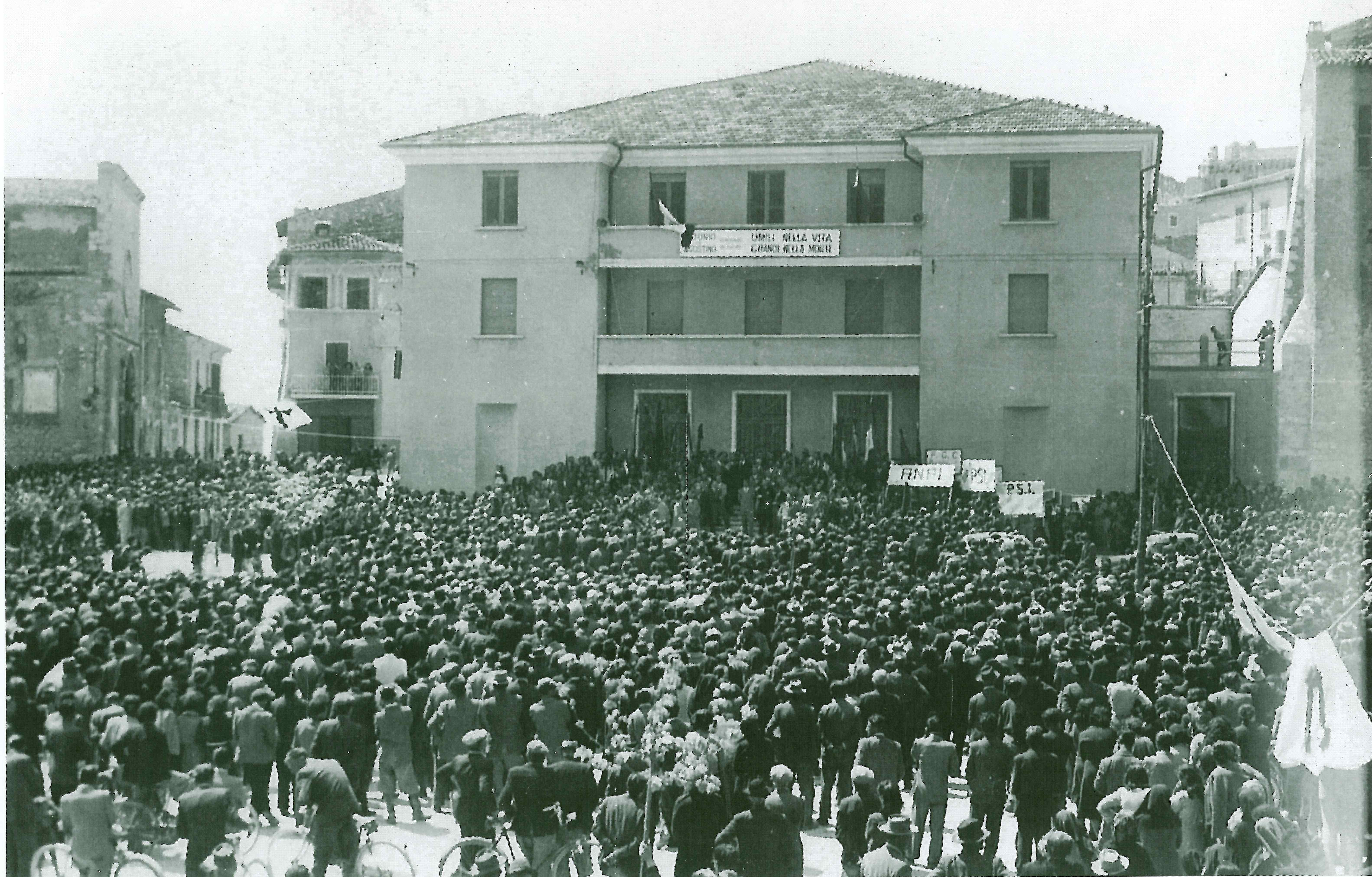
Eccidio di Celano: folla radunata in piazza nel giorno dei funerali (3 maggio 1950)

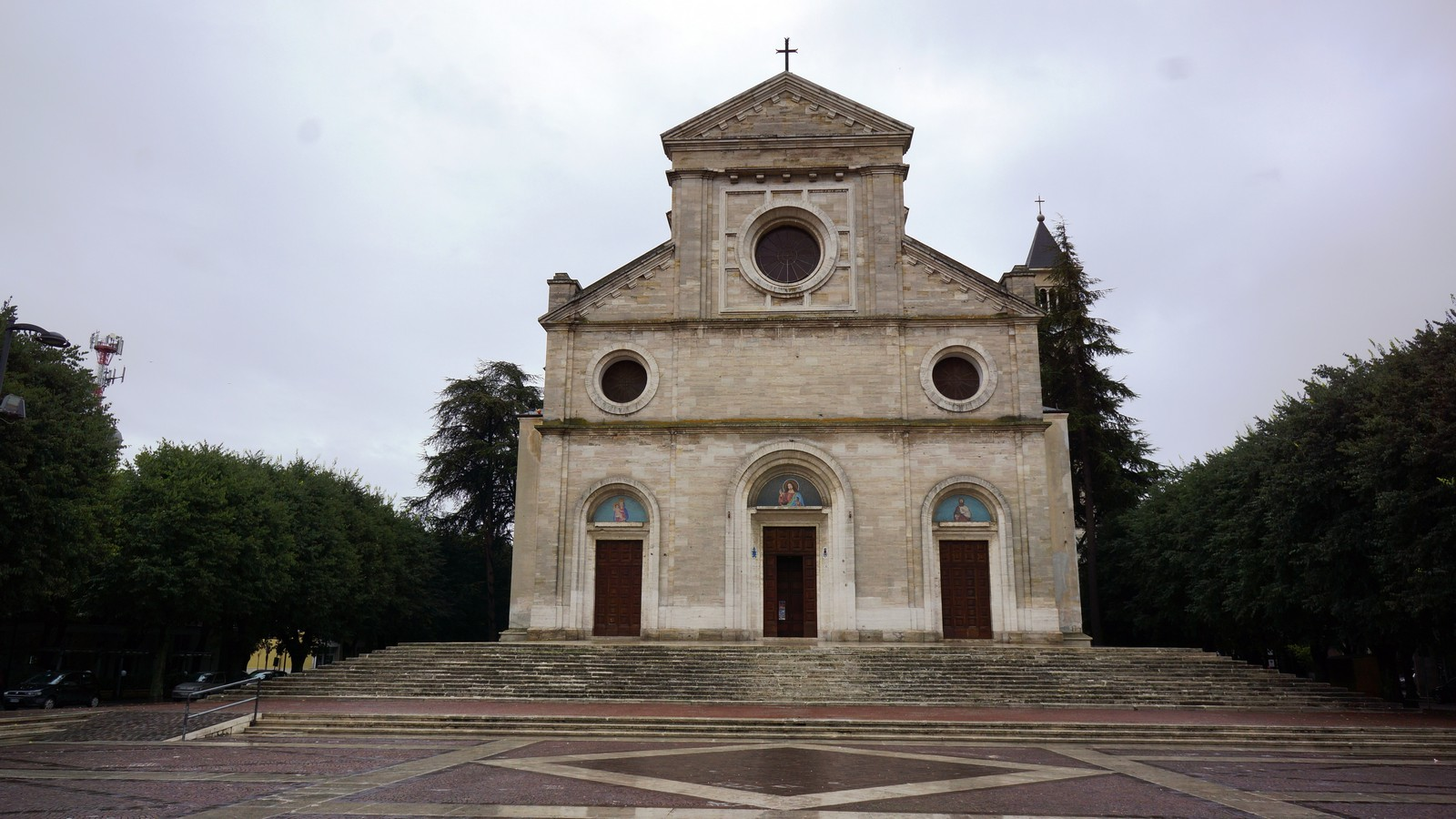
La cattedrale dei Marsi di Avezzano

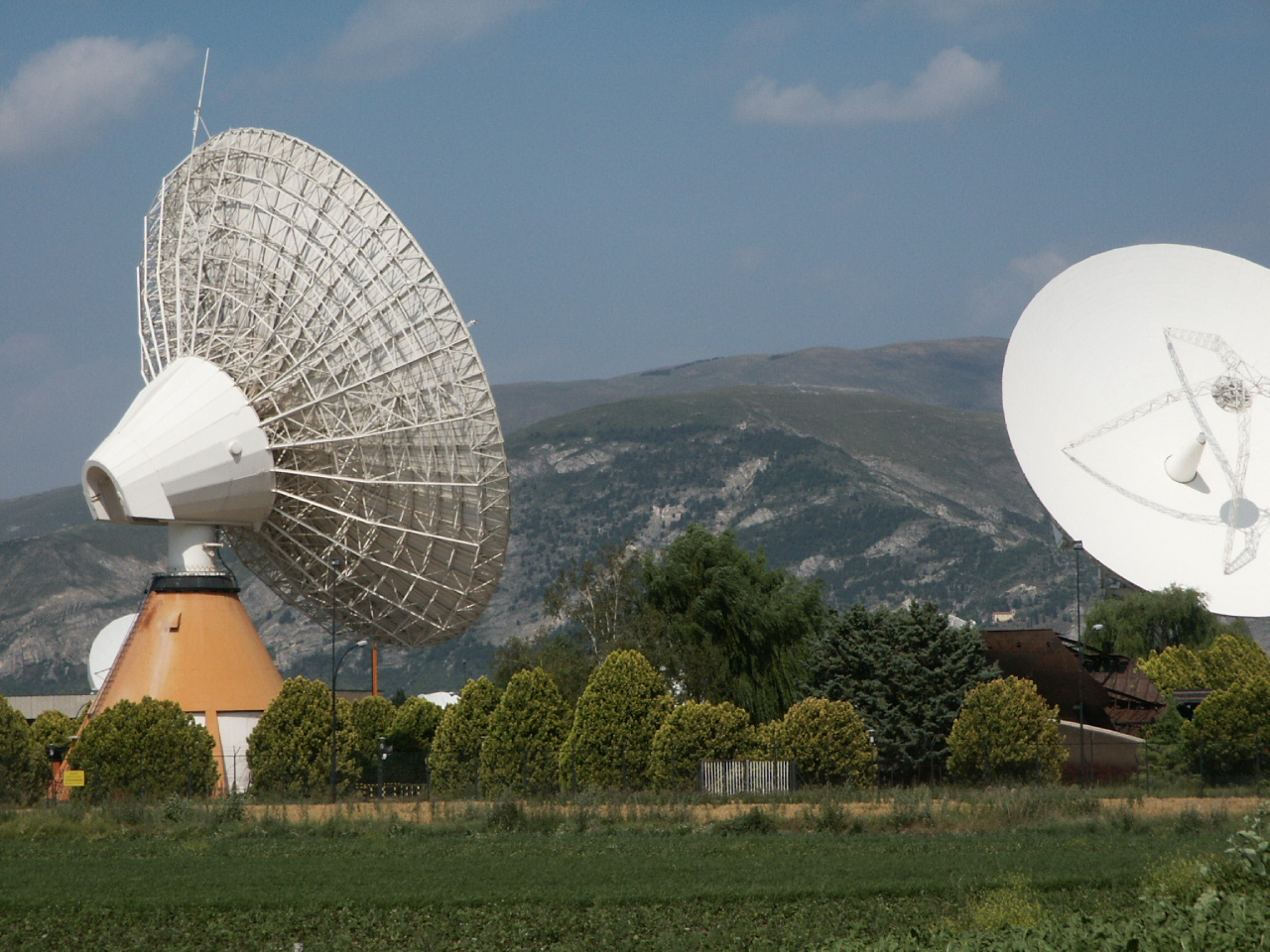
Antenne paraboliche del Centro spaziale del Fucino

Agli inizi del secolo si verificò il primo rilevante evento sismico con epicentro a Rosciolo che causò gravi danni al patrimonio architettonico in diversi paesi palentini.
Anche nella Marsica il XX secolo si caratterizzò per il fenomeno dell'emigrazione. Nel dicembre del 1907 avvenne il più grave incidente minerario degli Stati Uniti, il disastro di Monongah, che gettò nel lutto le famiglie di numerosi minatori di Civitella Roveto, Civita d'Antino, Canistro e dell'Abruzzo intero, costretti ad emigrare per poter lavorare. All'epoca della tragedia di Monongah la legislazione sulla sicurezza nelle miniere degli Stati Uniti risultava assai carente.
Nel pieno dello sviluppo socio-economico dell'area fucense avvenne il terremoto della Marsica del 1915, uno dei più gravi eventi sismici avvenuti nel territorio italiano. Il sisma del 13 gennaio colpì l'intera area della Marsica, distruggendo paesi e città dell'area fucense e rovetana. Gravi danni si registrarono in tutto il centro Italia. Il sisma causò 30 519 morti, secondo i dati più aggiornati del servizio sismico nazionale), di cui 10 700,  più dell'80% dei residenti della città di Avezzano, prossima all'epicentro.
La scossa principale di magnitudo 7,0 (Mw momento sismico) pari all'11º grado della scala Mercalli (MCS) si verificò alle ore 07:52:43 e fu avvertita dalla val Padana alla Basilicata.
I giovani marsicani superstiti, già profondamente segnati dal sisma, dovettero partecipare come soldati dell'esercito alla grande guerra. Centinaia di giovani fanti marsicani persero la vita sul fronte, lungo l'Isonzo e sul Carso, mentre una buona percentuale degli altri sopravvissuti perì a causa dell'epidemia spagnola. La ricostruzione delle aree devastate dal sisma fu favorita dai prigionieri austro-ungarici del campo di concentramento di Avezzano e dai soldati rumeni della Legione Romena d'Italia.
Il terremoto mutò il volto della Marsica intera. La ricostruzione non si limitò infatti a una riedificazione dei centri abitati così com'erano in precedenza ma implicò spostamenti di sedi importanti (Lecce e Gioia ad esempio), ricentramenti più a valle come nel caso di Pescina o il completo ridisegno del tessuto urbano come nel caso di Avezzano. Ma l'effetto più importante del terremoto fu di completare l'opera di riorganizzazione economica e territoriale dell'area iniziata nella seconda metà dell'Ottocento con l'arrivo della linea ferroviaria e con il prosciugamento del Fucino. Alle polarità urbane storiche costituite da Tagliacozzo, Celano e Pescina si sostituì quindi la centralità di Avezzano tanto che l'area fucense divenne un potente attrattore demografico, proprio mentre tutte le altre aree della Marsica sperimentavano il fenomeno della progressiva crisi delle economie tradizionali, della stasi demografica o più spesso dello spopolamento dovuto all'emigrazione.
In seguito al terremoto la sede provvisoria della diocesi fu stabilita presso il palazzo Ducale di Tagliacozzo.
Il 9 settembre 1922 venne inaugurato a Pescasseroli il parco nazionale d'Abruzzo la cui fondazione venne ufficializzata con il Regio decreto-legge dell'11 gennaio 1923. L'area parco successivamente ampliata venne a denominarsi "Parco nazionale d'Abruzzo, Lazio e Molise" grazie ad una legge del 2001). 
Nello stesso anno, l'11 ottobre, venne costituito il primo consorzio forestale italiano, la condotta forestale marsicana, con la partecipazione del nuovo ente parco e dei comuni di Bisegna, Gioia dei Marsi, Lecce nei Marsi, Opi, Pescasseroli e Villavallelonga.
Il 16 gennaio 1924 con la bolla Quo aptius di Papa Pio XI ci fu il definitivo trasferimento ad Avezzano della diocesi dei Marsi.
Nel 1944, durante la seconda guerra mondiale il territorio subì le violenze nazi-fasciste e i danni dai bombardamenti alleati. Sulle montagne del territorio furono nascosti ed aiutati dai residenti di diversi paesi marsicani centinaia di alleati in fuga dai campi di concentramento abruzzesi. Emblematiche le vicende eroiche dei fratelli Mario e Bruno Durante e di Giuseppe Testa, giovani partigiani catturati a Meta e Morrea, torturati e poi uccisi dalle SS per non aver rivelato l'ospitalità della popolazione locale ai prigionieri politici e militari, evasi dai campi di concentramento, evitando così gravi ritorsioni.
Capistrello fu teatro della tragica vicenda dell'eccidio dei "33 martiri" fucilati dai nazisti.
Il 26 marzo del 1946 avvenne tra Bisegna e Gioia dei Marsi la strage di Campomizzo: una bomba innescata dai nazisti in ritirata causò la morte di sette giovani e il ferimento grave di diversi operai impegnati nella ricostruzione del ponte sul fiume Giovenco situato lungo la strada provinciale 17 che fu fatto crollare dagli alleati.
I comuni della Marsica decorati al merito civile sono Avezzano, Capistrello, Carsoli e Massa d'Albe.
A Trasacco appena dopo la liberazione alcuni cittadini vollero vendicare gli eccidi dei Tre Portoni e di Collelongo giustiziando una giovane ventiduenne, nota con il soprannome di Faccetta Nera, colpevole di essersi innamorata di un graduato tedesco e accusata di essere la spia dei nazisti che commisero le stragi.
Nel 1947 i responsabili dell'omicidio furono processati e condannati dalla Corte d'Assise dell'Aquila. Già durante il processo si sollevarono molti dubbi sulla reale identità della spia.
Dopo le lotte contadine del secondo dopoguerra, e pochi mesi dopo l'eccidio di Celano che fece registrare due morti e diversi feriti tra i braccianti radunati in piazza,  fu attuata dal governo la riforma agraria del 1950 che portò alla formazione, il 28 febbraio 1951, dell'ente della Maremma Tosco-Laziale e del territorio del Fucino, con l'anticipata espropriazione terriera ai danni dei Torlonia e l'assegnazione di oltre 14 000 ettari di terreni coltivabili agli agricoltori diretti. Il Fucino riorganizzato in appezzamenti più grandi fece segnare un importante incremento delle produzioni agricole e il miglioramento delle condizioni socio-economiche del territorio.
Nel 1952 e nel 1956 due tragedie sul lavoro si verificarono rispettivamente a Mignano Monte Lungo, in provincia di Caserta e a Marcinelle, in Belgio. Nella tragedia campana di Cannavinelle morirono 42 persone, molte delle quali provenienti dalla valle Roveto, mentre a causa del disastro di Marcinelle, morirono 262 persone, tra cui molti emigrati dell'Abruzzo.
Il borgo vecchio di Villa San Sebastiano subì la quasi totale distruzione a causa della frana che si verificò il 5 settembre del 1955. Si registrarono quattro morti e una ventina di feriti.
Dopo le prime attività sperimentali, avviate nel 1963, Telespazio installò le prime antenne paraboliche del Centro spaziale del Fucino, uno dei principali operatori al mondo nel campo dei servizi satellitari.
Tra il 7 e l'11 maggio 1984 un terremoto con epicentro in valle di Comino causò gravi danni ai comuni di Opi e Pescasseroli e al territorio dell'Alto Sangro.
La CEI nel 1986 ha modificato per ragioni burocratiche il nome ufficiale della diocesi marsicana in "Diocesi di Avezzano" che ha tuttavia mantenuto la denominazione latina di Dioecesis Marsorum.
Essa comprende 32 comuni marsicani e la frazione di Rovere, mentre alcuni centri della valle Roveto sono inclusi nella diocesi di Sora-Cassino-Aquino-Pontecorvo.

### Storia recente
Il 6 aprile 2009 il terremoto con epicentro nel territorio comunale dell'Aquila causò gravi danni agli edifici pubblici e privati di alcuni comuni marsicani, in particolare a Collarmele e Ovindoli.